# Moussa Kone
Moussa Kone, (nacido el 18 de abril de 1993 en Bronx, Estados Unidos) es un jugador de baloncesto de nacionalidad costamarfileño. Con 2.03 de estatura, juega en las posiciones de pívot y ala-pívot. Actualmente es jugador del Grupo Alega Cantabria de la Liga Española de Baloncesto Oro en España.

## Trayectoria
Kone nació en el famoso distrito neoyorkino del Bronx, si bien cuenta con pasaporte de Costa de Marfil e incluso ha llegado a participar en alguna concentración del equipo nacional africano. 
En el verano del año 2015, Kone, recién salido de la universidad estadounidense de Hofstra, fichó por Zornotza como una de las grandes apuestas del cuadro vasco. El jugador realizó la pretemporada con el equipo de Amorebieta, pero una lesión le impidió debutar en la LEB Plata y le obligó a hacer las maletas.
En la temporada 2016-17, forma parte de las filas del Iserlohn Kangaroos alemán, donde disputó 27 partidos promediando 26 minutos, 15 puntos, 11 rebotes y 16 de valoración por encuentro.
En la temporada 2017-18, regresa a España para jugar en el Basket Navarra Club de LEB Plata, donde logró una media de 13.5 puntos, 8 rebotes y 1.9 asistencias; 17.7 de valoración.
En julio de 2018 firma por el Chocolates Trapa Palencia de LEB Oro, donde aportó en 14 minutos de juego 5.2 puntos, 4.4 rebotes con un porcentaje del 59% en tiros de campo.
Durante la temporada 2019-20 juega en el Wetterbygden Stars de la basketligan, donde promedia 11.6 puntos y 7.2 rebotes en poco más de 22 minutos de juego.
El 30 de agosto de 2020, firma con el CB Almansa para jugar en Liga LEB Oro, lo que sería su debut en la segunda categoría del baloncesto español.
El 24 de septiembre de 2021, firma por el Grupo Alega Cantabria de la Liga Española de Baloncesto Plata en España.
El 23 de abril de 2022, el Grupo Alega Cantabria vence sobre el Bueno Arenas Albacete Basket logrando así el ascenso directo a la Liga Española de Baloncesto Oro

## Clubes
- 2015  LEB Plata. Zornotza Saskibaloi Taldea
- 2016-17  PRO B. Iserlohn Kangaroos
- 2017-18  LEB Plata. Basket Navarra Club
- 2018-19  LEB Oro. Chocolates Trapa Palencia
- 2019-20    Svenska basketligan. Wetterbygden Stars
- 2020-21  LEB Oro. CB Almansa
- 2021-Act.  LEB Plata/ LEB Oro. Grupo Alega Cantabria